# 岩 (真鶴町)
岩（いわ）は、神奈川県足柄下郡真鶴町の地名。

## 地理
神奈川県の南部に位置する。北部は小田原市江之浦に接する。南西部は湯河原町に接する。南部は真鶴町真鶴に接する。
町域内を真鶴道路や国道135号、神奈川県道740号小田原湯河原線、小田原湯河原広域農道・大猿山農道が通っている。また東海道線 (JR東日本)の線路が縦断しており、北端付近を東海道新幹線のトンネルが通過している。東部一帯は相模湾に面するため、民宿や旅館・別荘が点在する他は、南東海岸沿いに海水浴場と岩漁港が存在する。北部海岸沿いの丘陵はミカンの栽培が盛んである。また、市街地の北の山には本小松石の採石場が多い。

## 世帯数と人口
2020年（令和2年）10月1日現在（国勢調査）の世帯数と人口（総務省調べ）は以下の通りである。
| 大字 | 世帯数  | 人口    |
| ---- | ------- | ------- |
| 岩   | 999世帯 | 2,281人 |

### 人口の変遷
国勢調査による人口の推移。
| 年                 | 人口  |
| ------------------ | ----- |
| 1995年（平成7年）  | 3,303 |
| 2000年（平成12年） | 3,097 |
| 2005年（平成17年） | 2,910 |
| 2010年（平成22年） | 2,793 |
| 2015年（平成27年） | 2,516 |
| 2020年（令和2年）  | 2,281 |

### 世帯数の変遷
国勢調査による世帯数の推移。
| 年                 | 世帯数 |
| ------------------ | ------ |
| 1995年（平成7年）  | 1,083  |
| 2000年（平成12年） | 1,067  |
| 2005年（平成17年） | 1,068  |
| 2010年（平成22年） | 1,063  |
| 2015年（平成27年） | 1,024  |
| 2020年（令和2年）  | 999    |

## 事業所
2021年（令和3年）現在の経済センサス調査による事業所数と従業員数は以下の通りである。
| 大字 | 事業所数 | 従業員数 |
| ---- | -------- | -------- |
| 岩   | 89事業所 | 488人    |

### 事業者数の変遷
経済センサスによる事業所数の推移。
| 年                 | 事業者数 |
| ------------------ | -------- |
| 2016年（平成28年） | 91       |
| 2021年（令和3年）  | 89       |

### 従業員数の変遷
経済センサスによる従業員数の推移。
| 年                 | 従業員数 |
| ------------------ | -------- |
| 2016年（平成28年） | 417      |
| 2021年（令和3年）  | 488      |

## 産業

### 農業
- 岩選果場
- 松本農園
- 矢島農園
- 青木園

### 水産業
- 岩漁協
- 青貫水産

### 石材業
- 石勝
- 亀川石材店
- 芦澤石材
- 石芳石材
- 新屋石材店
- 山本石材商店
- 間瀬石材店
- 白野石材
- 海野石材店
- 竹林石材店（採石場）
- 露木石材（採石場）

### 観光業
- 岩忠
- さざ波
- ひるさいどはうす
- 旅館　なかむら
- 大和屋
- 南欧貴賓館　ベニュス

## 交通

### 鉄道
- 東日本旅客鉄道（JR東日本）
  - 東海道本線：真鶴駅

かつては豆相人車鉄道（のちの熱海鉄道）が域内を通っていたが、岩村時代に関東大震災により全線不通・廃線

### バス
- 真鶴町コミュニティバス : 岩線[12]
- 箱根登山バス : 小田原駅 - 長坂橋 - 湯河原線[13]
- 箱根登山バス : 根府川駅 - しおん前 - 石名坂線[14]

### タクシー
- 真鶴タクシー
- 湯河原タクシー
- 門川ハイヤー

### 道路
有料道路
- 真鶴道路
  - 岩インターチェンジ

## 施設

### 公共施設
- 真鶴町役場
- 岩ふれあい館 - 旧真鶴町立岩小学校

### 学校
- 横浜国立大学 臨海環境センター

### 郵便局
- 岩郵便局
- 真鶴郵便局

### 公園
- サンライズポイント前小公園

### 道路
- 国道135号
- 神奈川県道740号小田原湯河原線
- 真鶴道路
- 小田原湯河原広域農道
- 白銀林道

## 観光スポット
- 岩海水浴場（岩海岸） - 源頼朝船出の浜
- 岩大橋 - かながわの橋100選
- 岩漁港
- 弁天島
- 岩沢川
- 児子神社
- 瀧門寺
  - 五層塔と頌徳碑
  - 宝篋印塔
- 如来寺跡
- 石工先祖の碑
- 真鶴町立遠藤貝類博物館 - ケープ真鶴に移転
- 真鶴町民俗資料館
- 道祖神巡り
  - 上の道祖神、下の道祖神、大下の道祖神、丸山の道祖神、東の道祖神、西の道祖神、児童館前道祖神、橋の上の道祖神、細山の道祖神、長坂の道祖神、松本山の道祖神

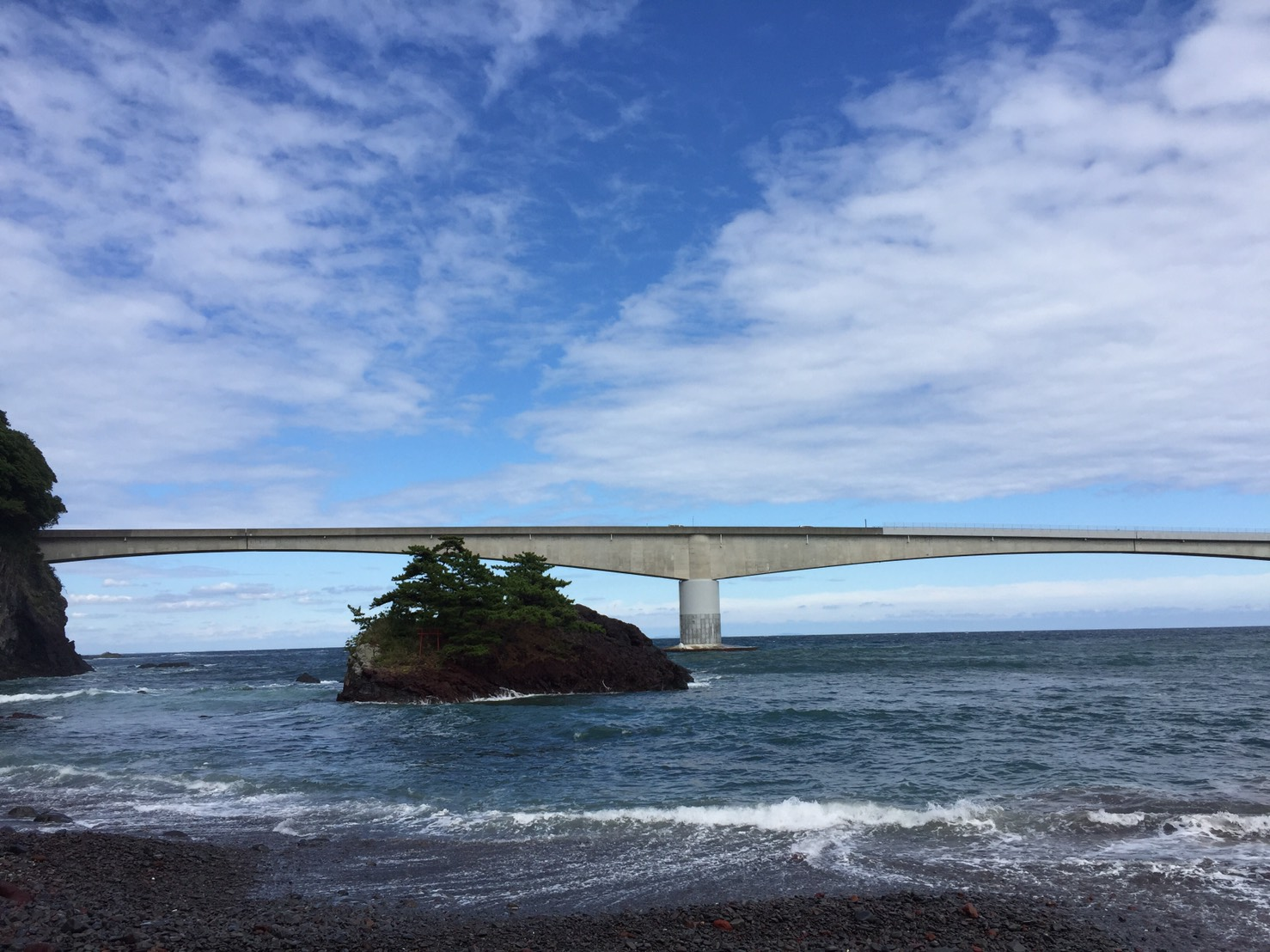
岩海水浴場（源頼朝船出の浜）・弁天島・岩大橋
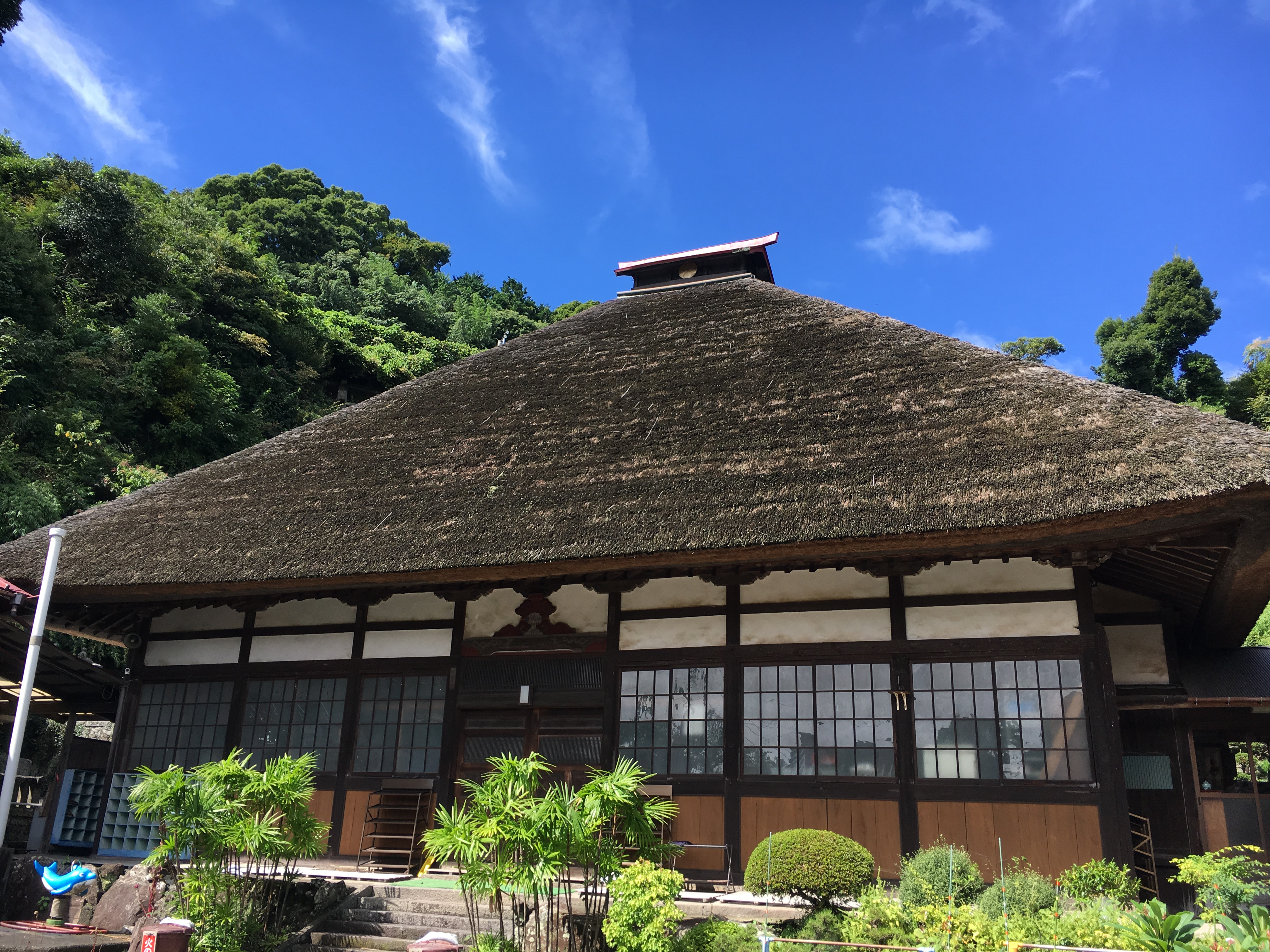
瀧門寺
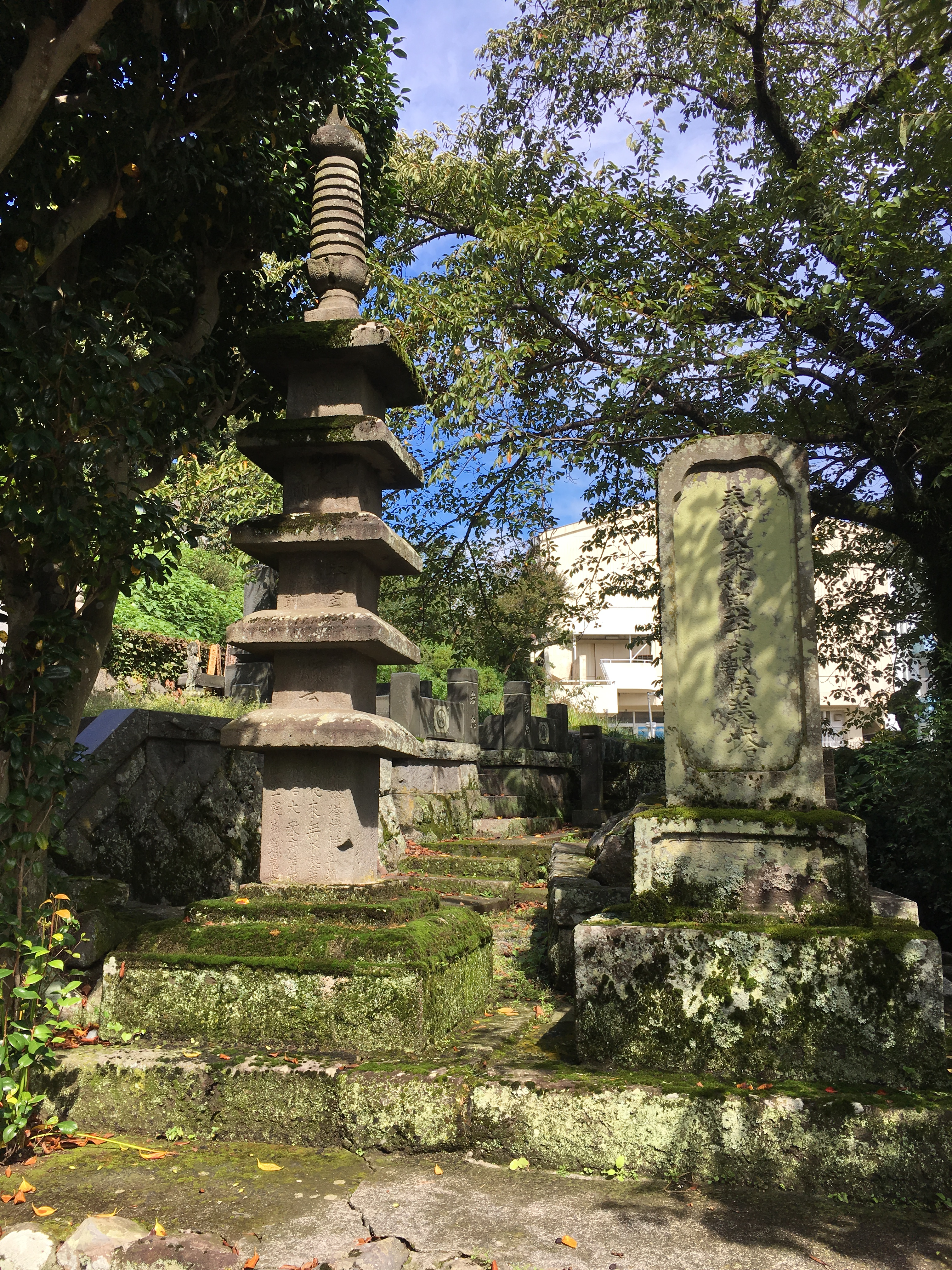
五層塔と頌徳碑
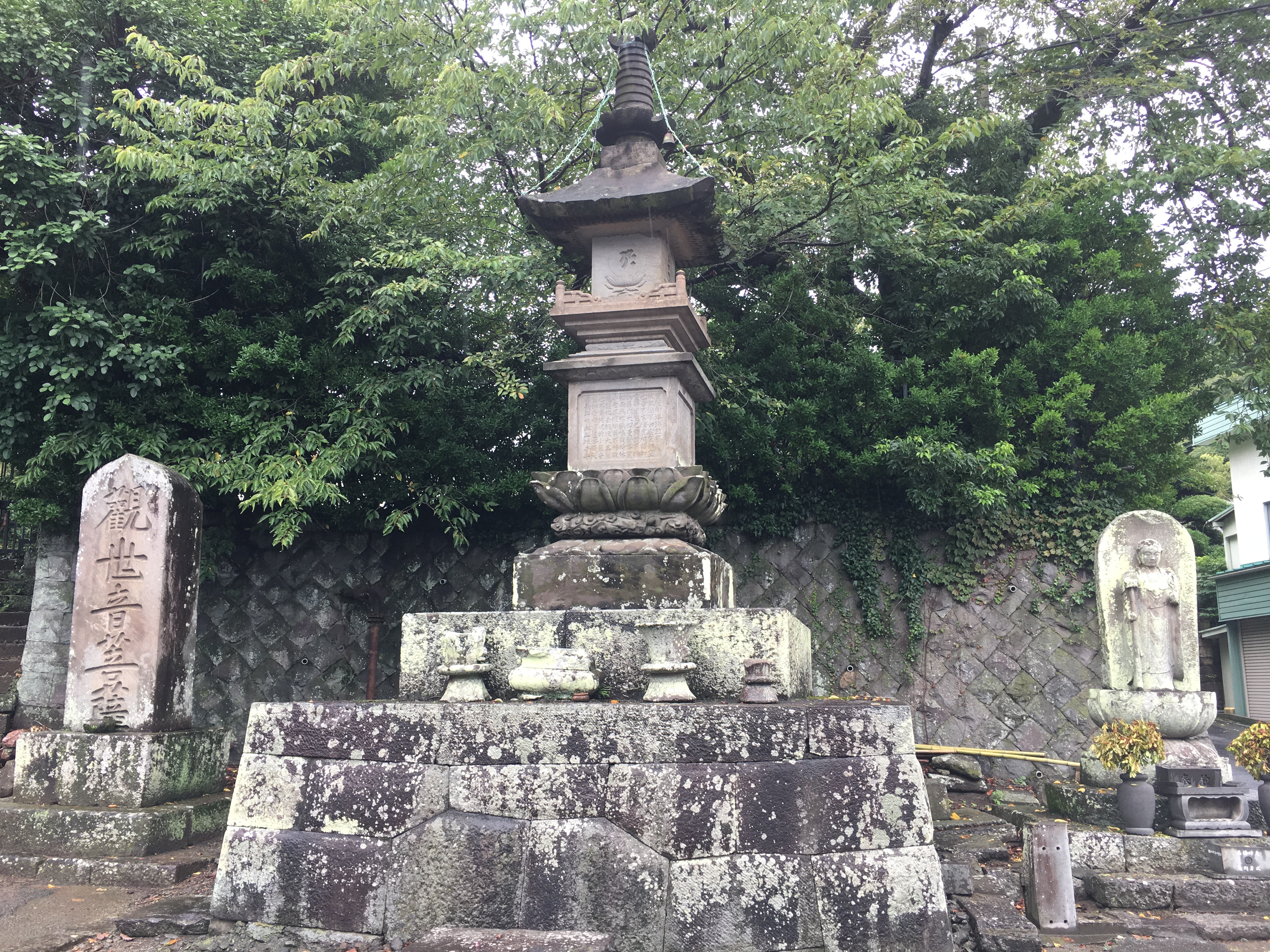
宝篋印塔
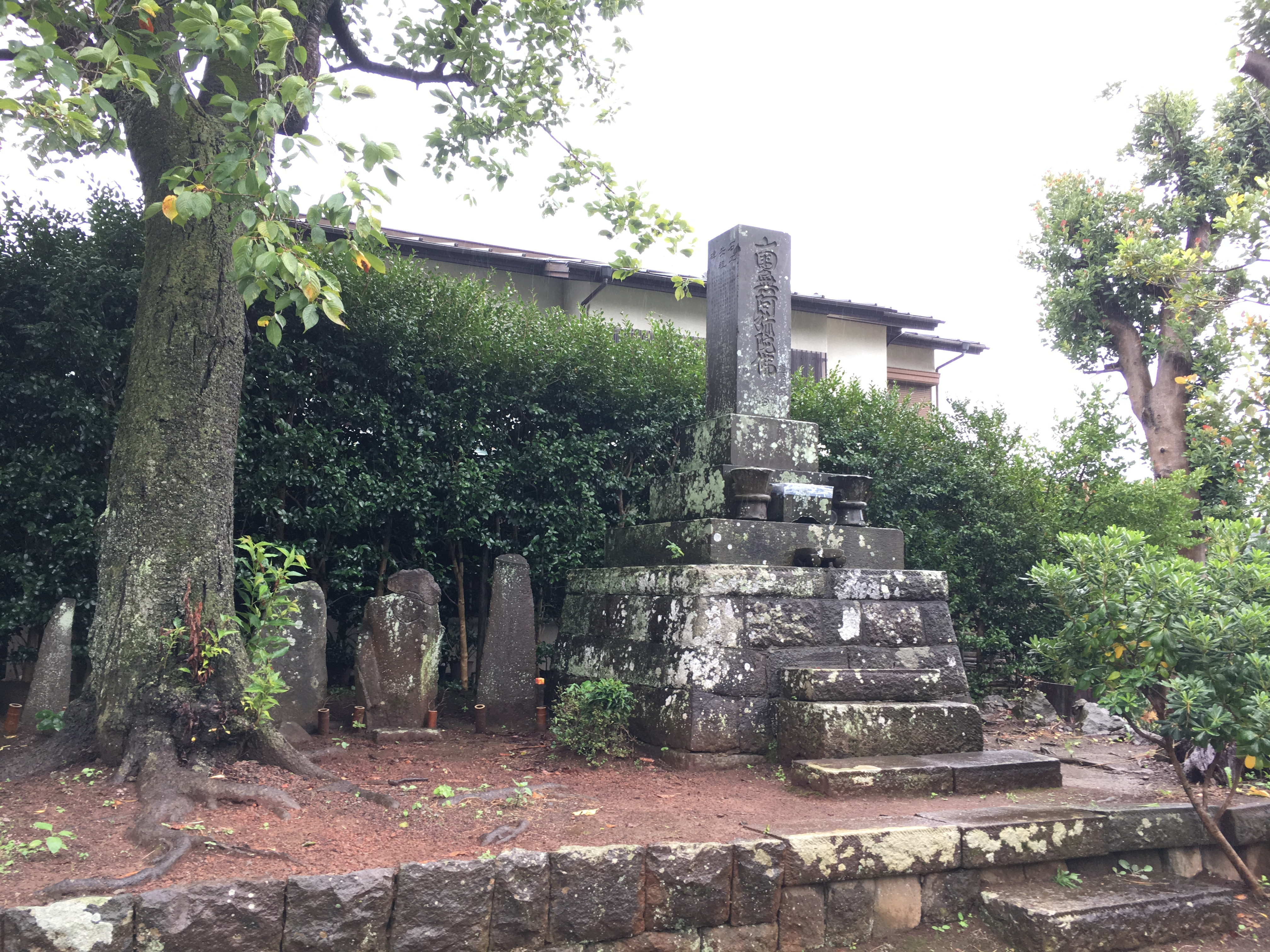
石工先祖の碑
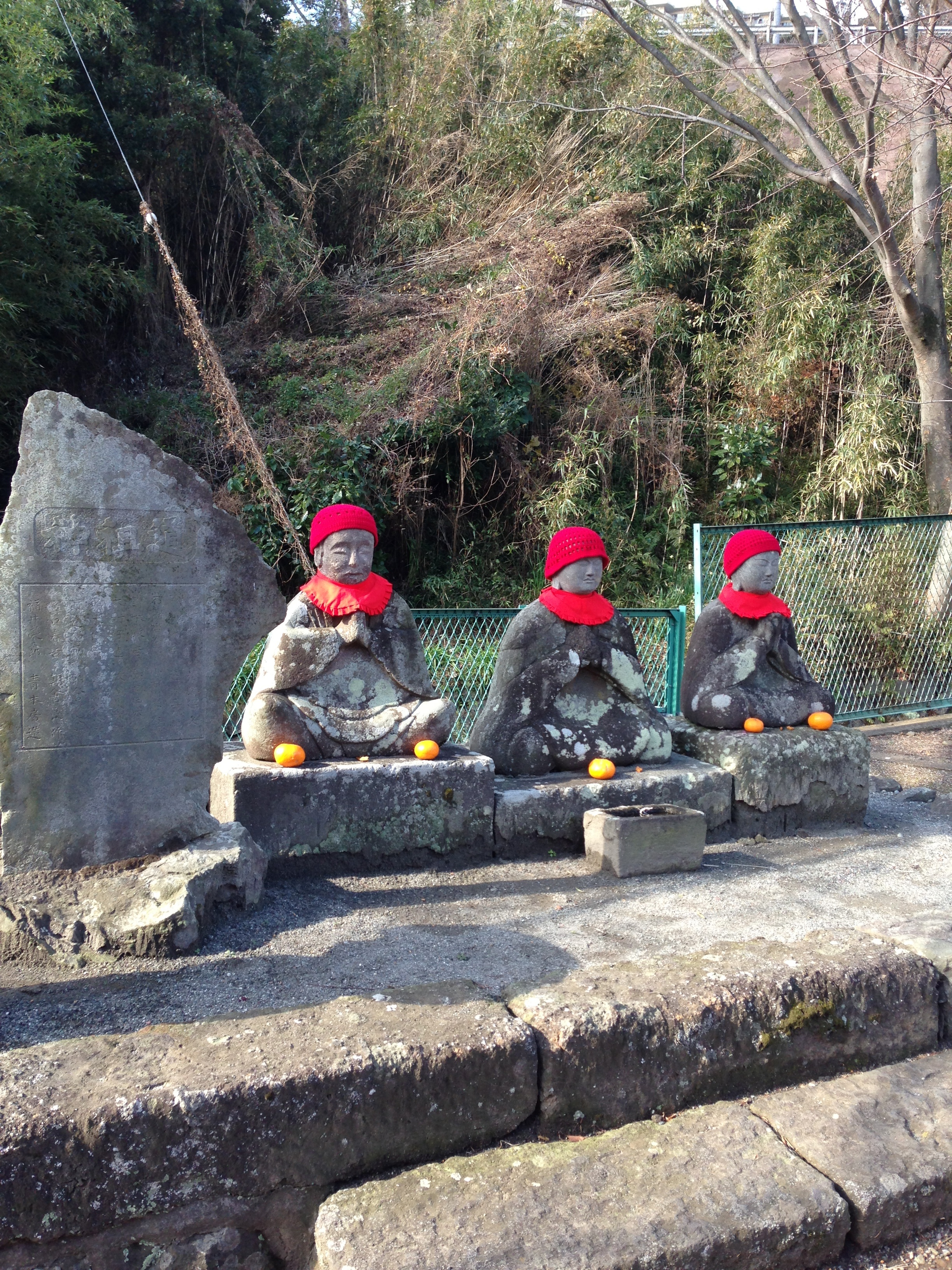
道祖神めぐり

### 公園
- 箱根ジオパーク#真鶴エリア - 岩地区ジオサイト
- 星が山公園

## 祭事・催事
- 三ツ石初日の出（三ツ石海岸）- 1月1日
- 貴船神社 初詣（貴船神社） - 1月1日
- どんど焼き - 1月
- 道祖神祭り - 1月
- 真鶴まちなーれ - 3月 アートと町を巡る鑑賞ツアー、創作と交流のワークショップ
- しだれ桜の宴 - 3月下旬
- 児子神社例大祭 - 7月中旬
- 岩海岸夏まつり・灯篭流し - 8月上旬
- 豊漁豊作祭「盆踊り」 - 8月
- 貴船まつり - 7/27-28
- マナ真鶴 ハワイアンの夕べ - 8月下旬
- 豊漁豊作祭「真鶴龍宮祭」- 11月
- 真鶴なぶら市（いち） - 毎月末日曜

## その他

### 日本郵便
- 郵便番号 : 259-0202[3]（集配局 : 湯河原郵便局[15]）。